# St. Mauritius (Deutenheim)

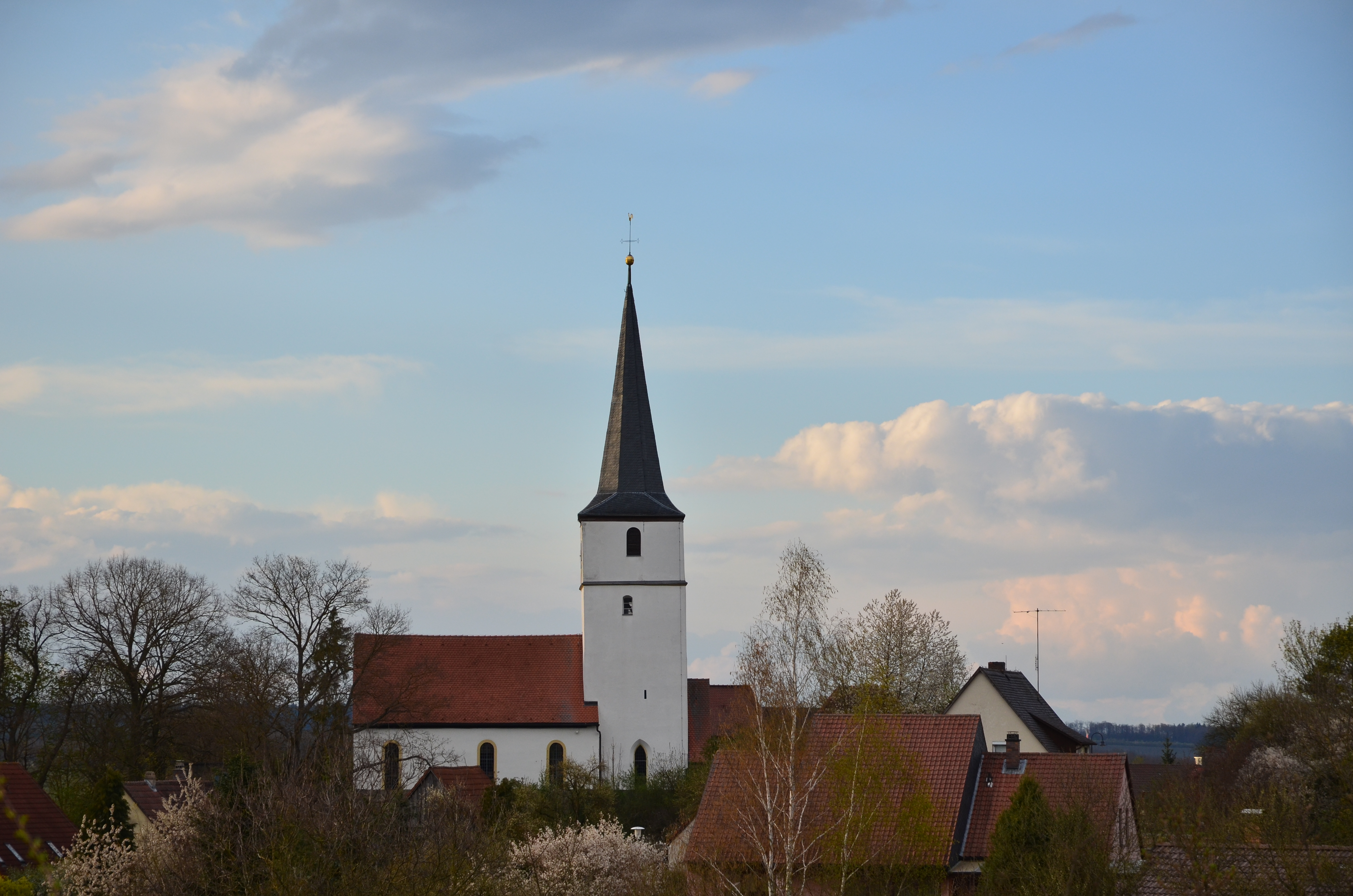
St. Mauritius (Deutenheim)

Die evangelische Pfarrkirche St. Mauritius ist ein denkmalgeschütztes Kirchengebäude, das in Deutenheim steht, einem Gemeindeteil des Marktes Sugenheim  im Landkreis Neustadt an der Aisch-Bad Windsheim (Mittelfranken, Bayern). Das Bauwerk ist unter der Denkmalnummer D-5-75-165-42 als Baudenkmal in der Bayerischen Denkmalliste eingetragen. Die Kirchengemeinde gehört zur Ehegrundpfarrei im Evangelisch-Lutherischen Dekanat Markt Einersheim im Kirchenkreis Ansbach-Würzburg der Evangelisch-Lutherischen Kirche in Bayern.

## Beschreibung
Bereits im 14. Jahrhundert wird eine Kapelle erwähnt, die dem heiligen Mauritius geweiht war. Aus dieser Zeit stammen die unteren Geschosse des Chorturms. Seine Schießscharten beweisen seine Zugehörigkeit zu einer Wehrkirche. Der Chor, d. h. das Erdgeschoss wurde 1524 eingewölbt. Das oberste Geschoss, das den Glockenstuhl beherbergt, und den achtseitigen, schiefergedeckten, spitzen Helm erhielt er erst später. 
Die Emporen an drei Seiten wurden 1624 in das Kirchenschiff eingezogen. Auf ihren Brüstungen sind die Wappen der Familie Seckendorff aufgetragen. Die Kanzel stammt aus der Wende vom 17. Zum 18. Jahrhundert. Die Brüstung und der Schalldeckel wurden allerdings erneuert. Das Taufbecken wurde um 1700 geschaffen. Die Orgel von 1868 wurde 1960 durch eine von E. F. Walcker & Cie. ersetzt und 2003 durch eine elektronische Ahlborn-Orgel.